# Mother Carey's Chickens
Mother Carey's Chickens (bra Aves sem Rumo) é um filme estadunidense de 1938, do gênero drama romântico, dirigido por Rowland V. Lee, com roteiro de S. K. Lauren e Gertrude Purcell baseado no romance Mother Carey's Chickens, de Kate Douglas Wiggin (1915), e em sua adaptação teatral, coescrita por Rachel Crothers (1917).
Na tradição de Little Women e Anne of Green Gables, o filme acompanha o desenvolvimento de uma família, os Careys. Sentimental, engraçado e com Walter Brennan se sobressaindo no forte elenco, o filme teve boa carreira comercial.

## Sinopse
O capitão John Carey morre na Guerra Hispano-Americana, deixando sua família em situação desesperadora. A senhora Carey resolve então vender a casa, mas as filhas Nancy e Kitty, que não querem se mudar, começam a espalhar que ela é assombrada. 

## Elenco

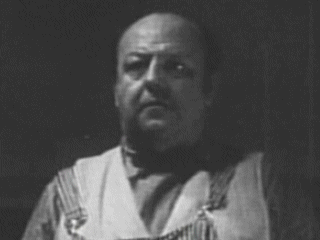
Harvey Clark estreou no cinema em 1916. Versátil, interpretou de jogadores do Velho Oeste a lordes ingleses. Morreu dez dias antes do lançamento de Mother Carey's Chickens.

| Ator/Atriz        | Personagem             |
| ----------------- | ---------------------- |
| Anne Shirley      | Nancy Carey            |
| Ruby Keeler       | Kitty Carey            |
| James Ellison     | Ralph Thurston         |
| Fay Bainter       | Senhora Margaret Carey |
| Walter Brennan    | Ossian Popham          |
| Donnie Dunagan    | Peter Carey            |
| Frank Albertson   | Tom Hamilton Jr.       |
| Alma Kruger       | Tia Bertha             |
| Jackie Moran      | Gilbert Carey          |
| Margaret Hamilton | Senhora Pauline Fuller |
| Virginia Weidler  | Lally Joy Popham       |
| Ralph Morgan      | Capitão John Carey     |
| Phyllis Kennedy   | Annabelle              |
| Harvey Clark      | Clarence Fuller        |
| Lucille War       | Senhora Martha Popham  |